# 朗克斯騰城堡

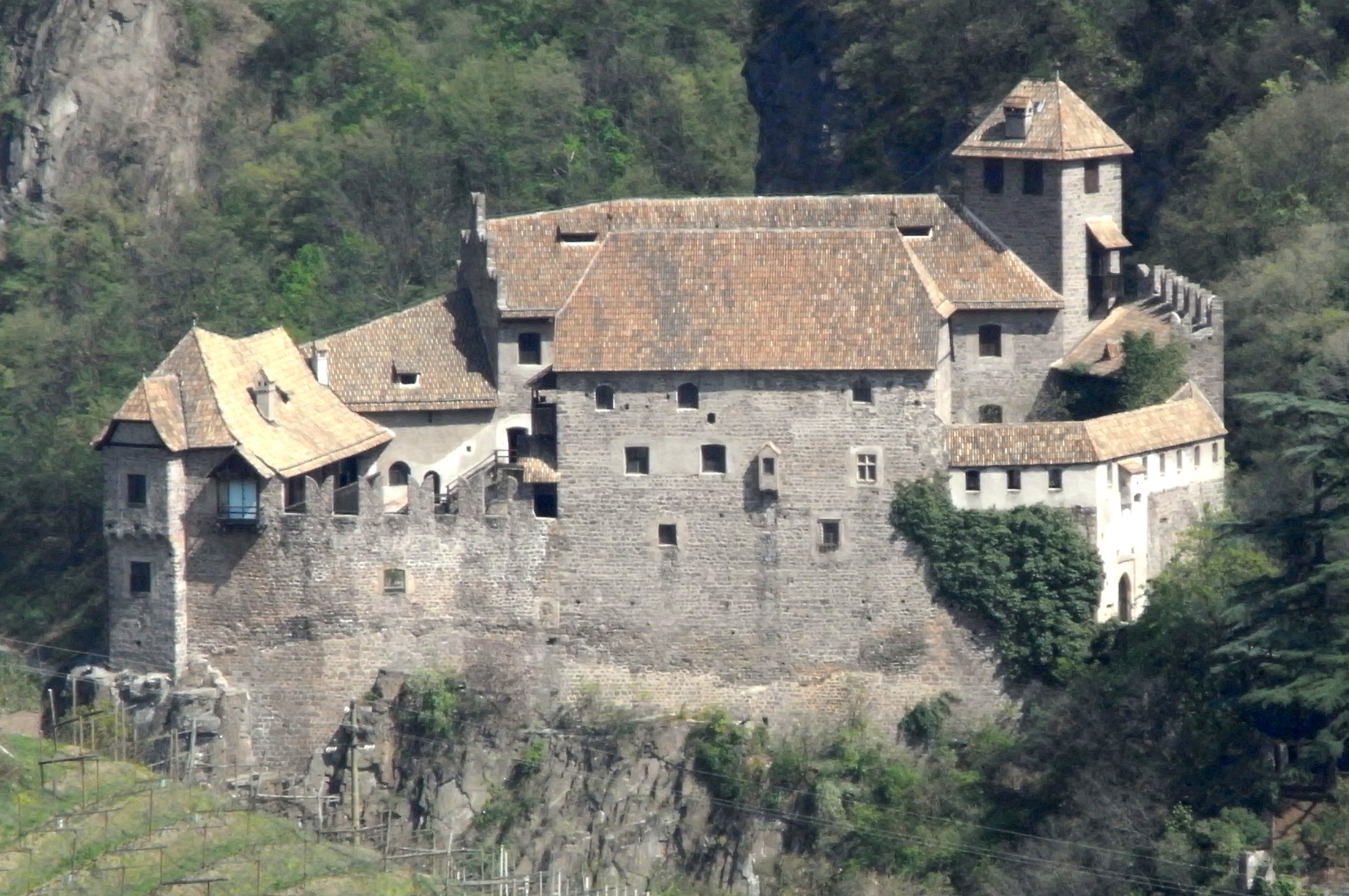
朗克斯騰城堡（攝於2009年）

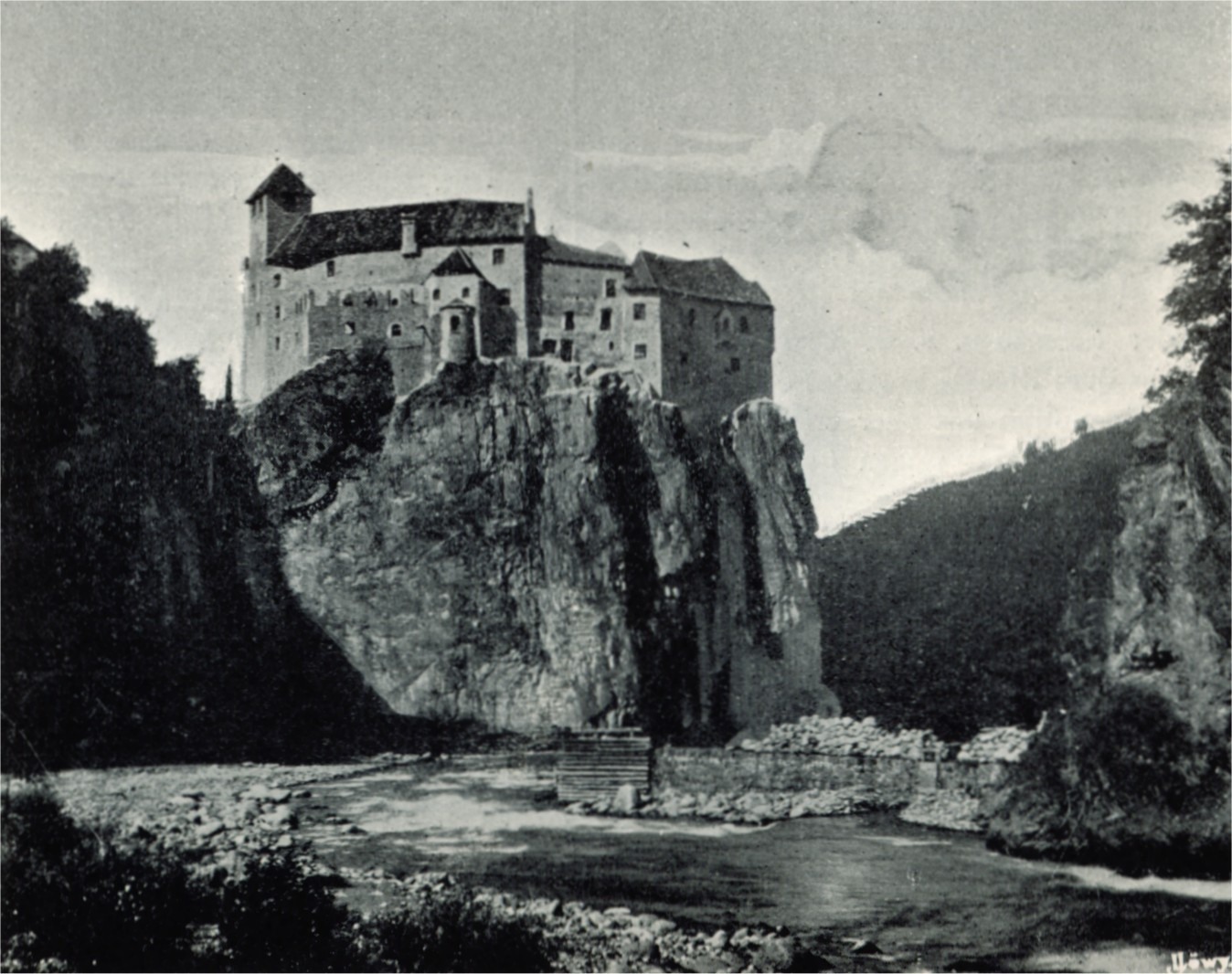
朗克斯騰城堡（攝於1898年）

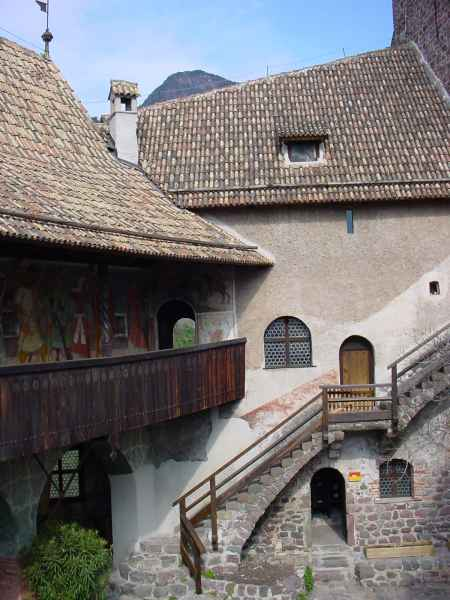
朗克斯騰城堡的內庭

朗克斯騰城堡（德語：Schloss Runkelstein）是位於義大利北部城市波札諾附近的一座中世紀的城堡，修建於1237年。20世紀後期時，城堡得到了修復。

## 外部連結
- Official homepage （页面存档备份，存于）

46°31′02″N 11°21′32″E / 46.51722°N 11.35889°E